# Cung điện ở Żelazno

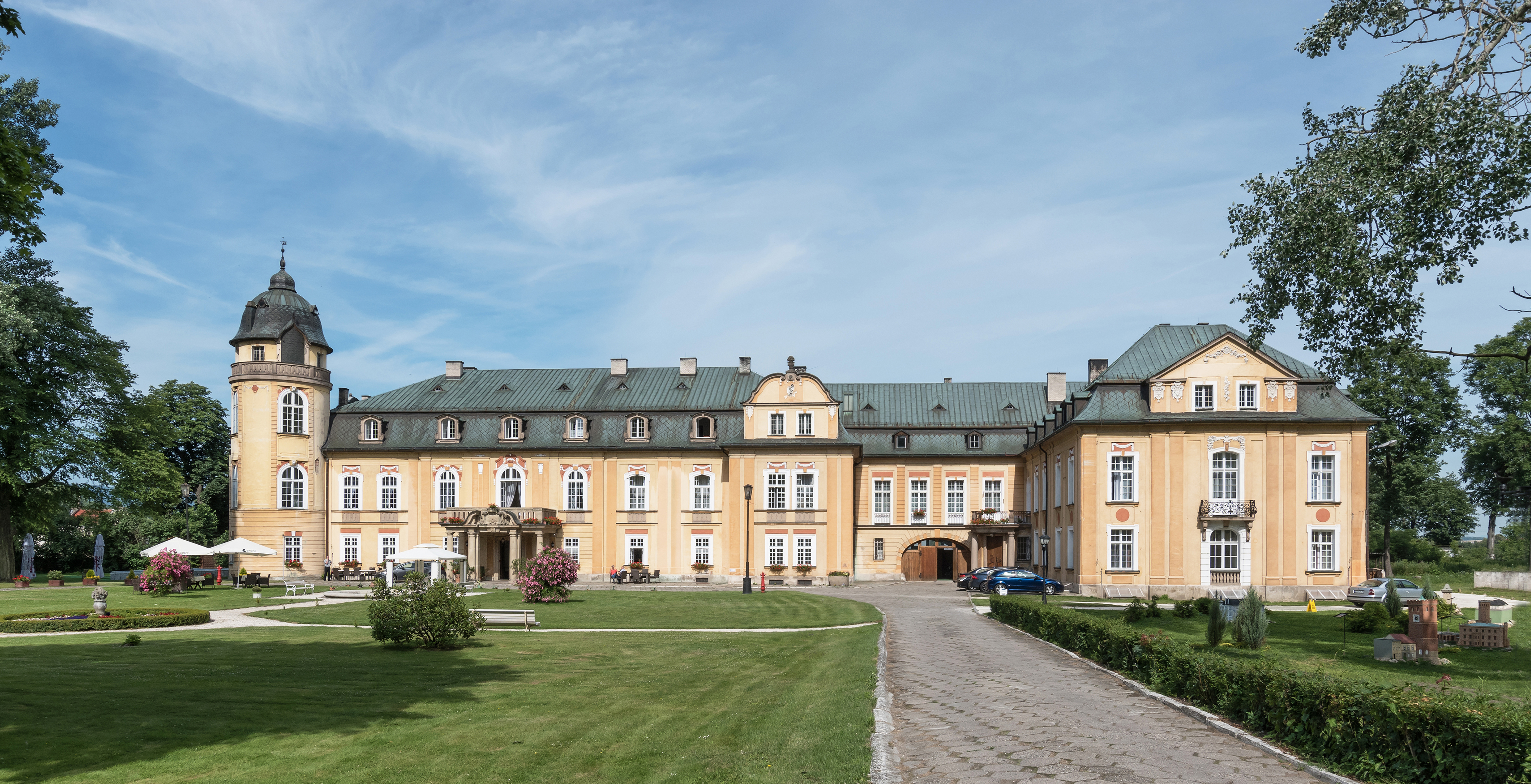
Cung điện ở Żelazno, Kłodzko, tỉnh Dolnośląskie, Ba Lan. (2016)

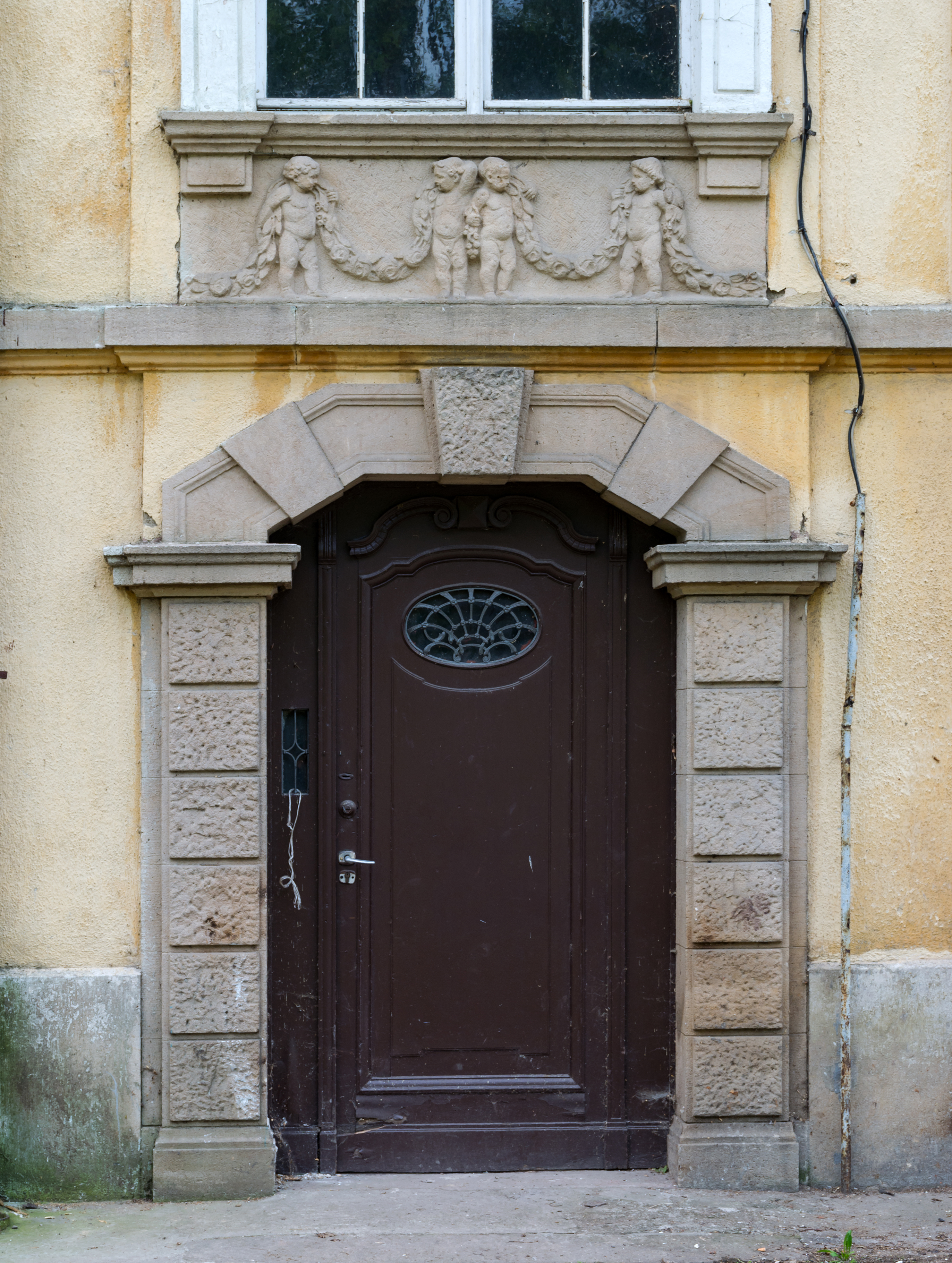
Trang trí ngoại thất bằng vữa (xây dựng)

Cung điện ở Żelazno (tiếng Ba Lan: Pałac w Żelaźnie) là một cung điện có từ thế kỷ 18, nằm ở phía Bắc ngôi làng Żelazno, Kłodzko,  tỉnh Dolnośląskie, Ba Lan. Cung điện có tên trong sổ đăng ký di tích.

## Lịch sử hình thành
Cung điện ở Żelazno được xây dựng vào giai đoạn 1797–1798. Địa điểm xây dựng là trên nền đất của một trang viên cũ, từng bị cháy rụi trong cuộc Chiến tranh Ba Mươi Năm.
Năm 1835, cung điện được mua lại bởi Hermann Dietrich Lindheim, một ông trùm ngành dệt may và luyện thép ở Silesia và Cộng hòa Séc. Năm 1860, sau khi Lindheim đã qua đời, cung điện được bán cho Hugo von Löbbeck. Trong giai đoạn 1869–1871, Hugo von Löbbecke xây dựng lại nơi đây theo thiết kế của kiến trúc sư Karl Schmidt. Sau đó, cung điện tiếp tục được mở rộng.
Sau khi Thế Chiến thứ hai kết thúc, một viện bảo tàng được đặt trong cung điện. Trong giai đoạn 1970–1978, công trình kiến trúc một lần nữa được tân trang. 
Từ tháng 1 năm 1994 đến tháng 12 năm 2012, cung điện thuộc về tổ chức Centrala Zaopatrzenia Hutnictwa SA ở Katowice. Hiện nay, tập đoàn Tanzanit là chủ sở hữu cung điện, cũng như mở một khách sạn 3 sao ở đây.

## Kiến trúc
Đây là một cung điện hai tầng bằng gạch được xây dựng theo phong cách Baroque. Cung điện ở Żelaznoi có tầng lửng còn sử dụng được và được lợp bằng ngói. Các họa tiết trang trí ngoại thất được làm từ vữa (xây dựng). Cách bố trí công viên và khu vườn xung quanh cung điện vẫn được bảo tồn cho tới ngày nay.